# روي بيل
روي بيل (بالإنجليزية: Roy Bell)‏ هو لاعب كرة القدم الكندية أمريكي، ولد في 29 يوليو 1949 في كلينتون في الولايات المتحدة.